# 2,5-dimetossi-4-cloroamfetamina
2,5-dimetossi-4-cloroamphetamine (chiamato anche DOC) è un composto psichedelico appartenente alle classi chimiche della fenetilammina e anfetamine. Probabilmente è stato sintetizzato per la prima volta da Alexander Shulgin, ed è stato descritto nel suo libro PiHKAL (Phenethylamines I Have Known And Loved).
La molecola è presente nella Tabella 1 degli stupefacenti.

## Farmacodinamica
Il composto agisce come un agonista selettivo parziale dei recettori serotoninergici.